# Fritz Schiff (Kunsthistoriker)
Fritz Schiff (geboren 21. Juni 1891 in Berlin; gestorben 23. Oktober 1964 in Haifa) war ein deutsch-israelischer Kunsthistoriker.

## Leben
Fritz Schiff war ein Sohn des Kaufmanns Berthold Schiff und der Anna Baschwitz. Schiff besuchte ein humanistisches Gymnasium und machte nach dem Abitur ab 1908 eine Lehre in der Industrie. Von 1912 bis 1914 machte er eine Lehre in der Antiquariatsbuchhandlung Loescher in Rom. Von 1914 bis 1918 war Schiff Offizier im Ersten Weltkrieg. Schiff arbeitete von 1918 bis 1920 in der zionistischen Zeitschrift Jüdische Rundschau. Ab 1919 studierte er Kunstgeschichte, Archäologie und Philosophie in Berlin, Halle und München und wurde 1922 in Halle mit einer Dissertation über Pietro Cavallini und die italienische Malerei des 13. Jahrhunderts bei Paul Frankl promoviert. Schiff heiratete 1923 die Naturwissenschaftlerin Hilda Wolfsohn, die 1937 nach Palästina floh und als Lehrerin in Jerusalem und als Bibliothekarin am Technion in Haifa arbeitete. Sie hatten eine Tochter.
Schiff arbeitete in Berlin wechselweise und unstetig im Buchhandel und als Lehrer und Dozent für Kunstgeschichte an der Reimannschule, an der Humboldt-Akademie, an der Jüdischen Volkshochschule, an der Volksbühne und an der Marxistischen Arbeiterschule (MASCH). Als freier Kunstkritiker schrieb er für die Welt am Abend, Berliner Zeitung, Vossische Zeitung, den Eulenspiegel und für Zeitungen der Arbeiterpresse. Er war in der Assoziation revolutionärer bildender Künstler (ARBKD) engagiert.
Als Nichtarier wurden ihm diese Tätigkeiten nach der Machtübergabe an die Nationalsozialisten 1933 verboten. Schiff floh nach Paris und schlug sich als Fremdenführer durch. 1936 emigrierte er nach Palästina, wo er zunächst Hebräisch lernte. Ab 1937 war er Lehrer für Kunstgeschichte an der New Bezalel School für Kunstgewerbe in Jerusalem. Außerdem arbeitete er ab 1939 als Kustos am Jewish National Museum Bezalel und wurde später Stellvertreter dessen Direktors Mordechai Narkiss. 1955 gründete und leitete er das Haifa Museum of Art. Von 1960 bis 1964 war er daneben auch Direktor eines Museum of Ancient Art in Haifa. Er war Regierungsbeauftragter für die israelische Ausstellungsbeteilung bei internationalen Kunstausstellungen in Brüssel, Venedig und Paris und war 1962 Repräsentant beim Symposium des Internationalen Museumsrats (ICOM) in Den Haag.

## Schriften (Auswahl)
- Pietro Cavallini ; Beiträge zur Geschichte des Überganges von der mittelalterlichen Epoche zur Renaissance in der italienischen Monumentalmalerei des Ducento. [Maschinenschrift]. Halle, Phil. Diss. v. 14. Febr. 1923
- Die großen Illusionen der Menschheit. Jena, 1932
- Athena Parthenos, die Vision des Phidias. (Taf. 1. 2). In: Antike Kunst ; 16, 1 (1973), S. 4–44 ISSN 0003-5688